# Patrik Karlsson (żużlowiec)
Patrik Karlsson – szwedzki żużlowiec.
Brązowy medalista młodzieżowych indywidualnych mistrzostw Szwecji (Nässjö 1984). Srebrny medalista mistrzostw Szwecji par klubowych (1992). Czterokrotny finalista indywidualnych mistrzostw Szwecji (najlepszy wynik: Målilla 1985 – VI miejsce). Złoty medalista drużynowych mistrzostw Finlandii (1989).
Reprezentant Szwecji na arenie międzynarodowej. Wielokrotny uczestnik eliminacji indywidualnych mistrzostw świata (najlepszy wynik: 1984 – VIII miejsce w końcowej klasyfikacji finału szwedzkiego i awans – jako zawodnik rezerwowy – do finału skandynawskiego).
W lidze szwedzkiej reprezentował barwy klubów: Vargarna Norrköping (1983–1988, 1994–1997) oraz Rospiggarna Hallstavik (1989–1992), natomiast w fińskiej – Tiikerit Karhula (1989).